# 昆虫养殖
昆虫养殖是畜牧业的一种，系养殖昆虫，用于产出食物、染料等商品。

## 种类

### 蚕
蚕结蛹时可以生产丝绸。丝绸是主要的经济作物，可以用来生产布。

### 蜜蜂
养蜂的产物有蜂蜡、蜂花粉、蜂胶、蜂王漿、蜜蜂窝和蜂蜜。这些产物大多被用作食物，另外蜂蜡可以做蜡烛，蜂胶可以用于木材涂装。

### 胶虫
胶虫可以分泌一种叫虫胶的树脂物质。虫胶可以用来作染色剂、木材涂装。胶虫养殖主要在印度、泰国，从事人口超过200万人。

### 胭脂虫
胭脂虫可以生产胭脂红 (化合物)，胭脂红可用于多种用途如化妆品、食物、颜料、织物等。制造1公斤染料大约需要10万只胭脂虫。法国是世界上最大的胭脂红进口国。

### 蟋蟀
蟋蟀有上百种，而人们主要消费的是家蟋蟀。主要在东南亚、欧洲和北美的部分地区养殖。蟋蟀是富含营养的昆虫之一，在许多国家地区被当作食物，烹饪方法有烘炒、焗烤、 炸、沸。蟋蟀粉是一种把蟋蟀晾干磨碎得到的粉，也属于食物。蟋蟀还通常用来喂鱼、鸟和其它哺乳动物。通常采用低温冻结的方法杀死蟋蟀，这样对它们不会造成痛苦。

### 蜡虫
蠟蟲是蜡螟的幼虫，被用来作食物、鱼饵、动物试验和塑料降解。蛋白质含量较低，但脂肪含量较高，可被多种食虫动物食用。蜡虫适应低温、饲养简单。所以世界上很多地区养殖蜡虫。

### 蟑螂
蟑螂养殖主要在中国西南地区，可用作制药、清理垃圾、制作化妆品。

## 作为食物
部分昆虫养殖可用来作食物。食用昆虫早在3万年前就已经存在了。 昆虫养殖和传统的畜牧业相比，对场地要求小，排放甲烷这类温室气体少，相对来说可以算是无污染的产业。昆虫营养价值高，富含蛋白质、微量营养素、膳食纖維和益生菌。蟋蟀和黄粉虫富含完全蛋白质、维生素B12、核黄素、維生素A。

## 脚注
1. ↑  Martin, Daniella. . Huffington Post. 2011-07-18  [2017-04-17]. （原始内容存档于2017-04-17） （美国英语）.
2. ↑  . 观察者. 2018-04-19  [2018-11-28]. （原始内容存档于2018-05-29）.
3. ↑  . Springer. 2006-01-01. ISBN 0792386701. OCLC 964770230.
4. ↑  Joost,, Van Itterbeeck,; Harmke,, Klunder,; Nations,, Food and Agriculture Organization of the United. . ISBN 9789251075968. OCLC 893013301.